# Rexite
Rexite è una azienda italiana fondata nel 1968 da Rino Pirovano e Rino Boschet che produce oggetti di arredamento.

## Storia
Rexite nasce nel 1968 a Milano, come azienda terzista di meccanica di precisione, con sede dapprima in una piccola parallela di via Paolo Sarpi, all’epoca zona a fortissima connotazione artigianale, per poi trasferirsi di lì a poco in un capannone nel quartiere Barona, nella periferia sud di Milano.
A partire dal 1977 i suoi due fondatori, Rino Pirovano e Rino Boschet, iniziano una fruttuosa collaborazione con gli architetti Raul Barbieri e Giorgio Marianelli, con cui l’azienda muove i primi passi nel settore del design e dei complementi d’arredo, introducendo sul mercato i suoi primi prodotti.
Nel 1980 Rexite diventa membro di FederlegnoArredo e Assolombarda e nel 1981 dell’ADI, l’Associazione per il Design Industriale. In quegli anni la città di Milano è in veloce espansione e le attività industriali si trasferiscono fuori dal suo perimetro e lo stesso avviene anche per Rexite, che nel 1982 si sposta nell’attuale stabilimento di Cusago (Mi).
Nel corso degli anni, il rapporto con Raul Barbieri diviene man mano sempre più importante e prolifico, fino a fargli assumere il ruolo di direttore artistico dell’azienda, una collaborazione a cui se ne aggiungeranno molte altre con diversi designer nazionali e internazionali, tra cui Giotto Stoppino, Julian Brown, Kuno Prey e la coppia Alberto Basaglia e Natalia Rota Nodari. La produzione di Rexite si allarga dai piccoli complementi e accessori da scrivania con cui aveva esordito, a cestini, appendiabiti, tavoli, sedute e sistemi modulari, dando vita a una serie di prodotti che le procureranno nel corso degli anni riconoscimenti e segnalazioni nazionali e internazionali.
Nel 2012, Rexite rileva il ramo design di Robots Spa, azienda specializzata negli espositori per la pubblicità sul punto vendita e ne rimette in produzione una selezione di articoli, tra cui i due premi Compasso d'Oro Delfina e Abitacolo di Enzo Mari e Bruno Munari.
Nel 2019, dopo aver festeggiato il 50º anniversario, la proprietà di Rexite viene rilevata dall’ingegnere Davide Radrizzani, reduce da un’esperienza con ADR Group, multinazionale di famiglia operante nel settore della meccanica pesante.
Rexite produce tutti i suoi prodotti nel suo stabilimento produttivo di Cusago e il suo giro d'affari è costituito per circa l’80% dall’export, dove i suoi mercati di maggior riferimento sono i paesi europei, il nord America e il medio ed estremo oriente.

## Principali designer
I principali designer che hanno collaborato con Rexite sono Raul Barbieri, Giorgio Marianelli, Alberto Basaglia e Natalia Rota Nodari, Julian Brown, Donato D’Urbino e Paolo Lomazzi, Enzo Mari, Gabriella Montaguti, Bruno Munari, Kuno Prey, Giotto Stoppino.

## Principali riconoscimenti e premi
Rexite e i suoi prodotti hanno ricevuto riconoscimenti e segnalazioni nazionali e internazionali, tra cui i più importanti sono: due Compasso d’Oro per Abitacolo e Delfina nel 1979, nove Good Design Awards del The Chicago Athenaeum, tre I.D. Magazine Awards, un Red Dot Design Award, una segnalazione come finalista allo European Design Prize per l’innovazione e il design in Europa nel 1997, sette Menzioni d’Onore al Compasso d’Oro, sei seganalzioni al Design Plus Award, tre segnalazioni all’ADI Design Index.

## Principali manifestazioni e mostre
Rexite ha partecipato e partecipa tutt’oggi alle principali fiere di design internazionale, tra le quali Salone Internazionale del Mobile (Milano, Italia), Orgatec e IMM (Colonia, Germania), Neocon Chicago e ICFF New York (Stati Uniti d'America), Workspace Expo (Parigi, Francia), Worspace (Dubai, Emirati Arabi Uniti).